# Kvitrafn
Einar Selvik, también conocido por su nombre artístico Kvitrafn (n. en 1979 en Bergen), es un músico noruego conocido por haber sido el baterista de la banda de black metal Gorgoroth desde 2000 hasta 2004. También formó parte de bandas como Dead to this World, Jotunspor, Sigfader o Sahg y es el fundador de Wardruna -banda de folk cuyos restantes componentes son del exvocalista de Gorgoroth, Gaahl, y Lindy Fay Hella-, un proyecto musical en el que el sonido y las letras remiten a las tradiciones nórdicas.
Es también reconocido por participar en la serie de televisión de History Vikingos, tanto con su proyecto musical, Wardruna, como actor; apareciendo en el episodio 6 de la cuarta temporada de la serie como un Bardo.
El 1 de marzo de 2016, A Piece for Mind & Mirror de Skuggsjá, una colaboración entre Kvitrafn y Ivar Bjørnson, miembro de la agrupación musical Enslaved, fue anunciada y retransmitida. Con motivo de 200 aniversario de la constitución de Noruega, el álbum cuenta la historia de Noruega, fue publicado por la discográfica independiente Season of Mist el 11 de marzo de 2016.
El 19 de agosto de 2016 se publicó el álbum Midgard de la agrupación musical Faun en el cual Einar Selvik hizo una colaboración en la canción Odin.
Einar ha grabado con otras agrupaciones musicales incluyendo Det Hedenske Folk, Bak de Syv Fjell, Jotunspor, Sahg, Dead to this World and Faun.

## Discografía

### ConGorgoroth
- Twilight of the Idols (2003)
- Black Mass Krakow 2004 (2008)

### ConJotunspor
- Gleipnirs Smeder (2006)

### ConSahg
- I (2006)
- Delusions of Grandeur (2013)
- Memento Mori (2016)

### ConDead to this World
- First Strike for Spiritual Renewance (2007)

### ConWardruna
- Runaljod – gap var Ginnunga (2009)
- Runaljod – Yggdrasil (2013)
- Runaljod – Ragnarok (2016)